# Reinhold Nickel
Reinhold Nickel (* 1913; † 29. Dezember 1983 in Ost-Berlin) war ein deutscher Parteifunktionär der DDR-Blockpartei NDPD. Er war von 1964 bis 1967 Vorsitzender des NDPD-Bezirksvorstandes Potsdam.

## Leben
Nickel trat 1949 in die National-Demokratische Partei Deutschlands ein und bekleidete anschließend leitende Funktionen in der Partei. Er war Mitglied des Hauptausschusses, Abteilungsleiter beim Sekretariat des Hauptausschusses und von 1964 bis 1967 Vorsitzender des NDPD-Bezirksvorstandes Potsdam (Nachfolger von Rudolf Schindler). Als Stellvertreter des Vorsitzenden eines Wohngebietsverbandes im Kreisverband Berlin-Köpenick der NDPD wurde er 1978 mit dem Vaterländischen Verdienstorden in Bronze ausgezeichnet.
Nickel starb im Alter von 70 Jahren.